# Résistance anti-soviétique de l'armée insurrectionnelle ukrainienne
Seconde Guerre mondiale
La résistance anti-soviétique de l'armée insurrectionnelle ukrainienne (UPA — les initiales de l'Ukrainska Povstanska Armiya, la branche armée de l'OUN) est une guérilla menée par des formations partisanes nationalistes ukrainiennes contre l'Union soviétique dans les régions occidentales de la RSS d'Ukraine et les régions du sud-ouest de la RSS de Biélorussie.
Avec la contre-offensive réussie des forces de l'Armée rouge contre l'Allemagne nazie et leur déplacement vers l'ouest de l'Ukraine en juillet 1944, l'UPA résiste à l'avancée de l'Armée rouge en menant une guérilla à grande échelle, retenant 200 000 soldats soviétiques, en particulier dans la campagne, tout en fournissant des renseignements au service de sécurité nazi du SD,.
L'OUN-UPA était une organisation terroriste, s'appuyant sur des tactiques terroristes et une collaboration avec l'Allemagne nazie qui favorisait l'OUN au détriment d'organisations ukrainiennes plus modérées, mais tous les soldats de l'UPA n'étaient pas membres de l'OUN ou ne partageaient pas l'idéologie de l'OUN. L'UPA est également responsable du nettoyage ethnique à grande échelle des Polonais, du meurtre de masse de Juifs ainsi que d'Ukrainiens pendant la Seconde Guerre mondiale et de la campagne de terreur anti-soviétique d'après-guerre menée dans l'ouest de l'Ukraine,,,,,,.
L'une des principales victoires de l'UPA lors de leurs batailles contre l'Union soviétique est le meurtre d'un général soviétique de haut rang, Nikolaï Vatoutine.
Selon les documents soviétiques, pendant le conflit, 153 000 personnes au total ont été tuées, 134 000 arrêtées et 203 000 déportées par les autorités soviétiques, principalement dans les années 1944-45. Dans le même temps, l'OUN-UPA a tué 30 676 personnes (dans les années 1944-1953), dont 8 340 soldats.

## Contexte

### Organisation des nationalistes ukrainiens

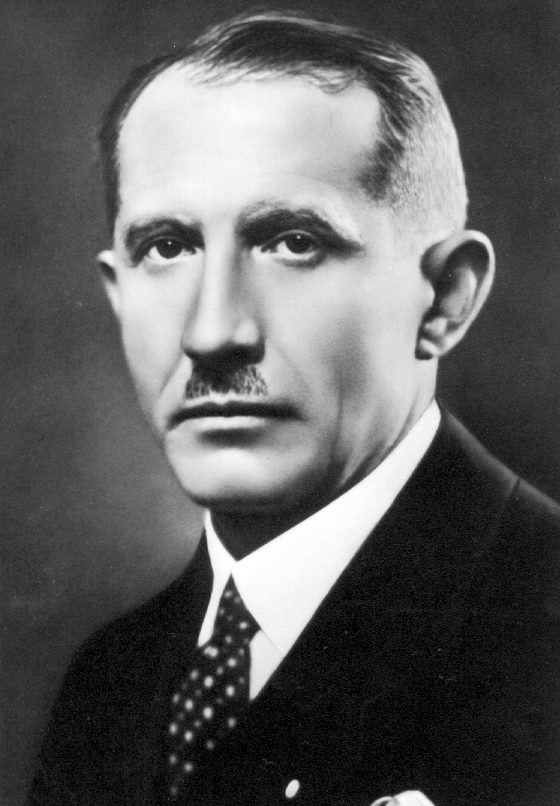
Yevhen Konovalets, chef de l'OUN de 1929 à 1938.

L'Organisation des nationalistes ukrainiens (OUN) est créée en 1929 par des nationalistes radicaux et tenant un rôle de premier plan parmi les fascistes, qui prônaient un État totalitaire homogène, ethniquement nettoyé et indépendant, avec l'interdiction de tous les autres partis politiques,. Avant la Seconde Guerre mondiale, l'OUN extrême est plus petit et moins influent parmi la minorité ukrainienne en Pologne que le parti modéré UNDO,. L'OUN, qui imitait le système organisationnel nazi, collaborait étroitement avec d'autres États et mouvements fascistes, en particulier en Allemagne, mais aussi en Italie, au Japon, en Roumanie et en Espagne, dont beaucoup étaient des agents nazis,,,. Le nationalisme ukrainien s'est formé sous l'influence de théoriciens politiques tels que la pensée politique de Dmytro Dontsov, caractérisée par un besoin de totalitarisme, le chauvinisme national aussi l'antisémitisme, Mykola Stsiborskyi et Yevhen Onatsky ainsi que le fascisme italien et le nazisme allemand,. Avant la guerre, l'OUN considère la Seconde République polonaise comme une cible immédiate, mais même alors, elle considère l'Union soviétique (bien qu'elle n'opère pas sur son territoire) comme le principal ennemi et le plus grand oppresseur de la peuple ukrainien. Même avant la guerre, impressionné par les succès du fascisme, l'OUN radicalise sa position et considère l'Allemagne nazie comme son principal allié dans la lutte pour l'indépendance. Dès le début, une forte division éclate au sein de l'OUN entre les groupes « jeunes » et « vieux ». Le groupe d'activistes plus âgés est né vers 1890 et a fait l'expérience du service des combats pendant la Première Guerre mondiale et plus tard pour l'indépendance de l'Ukraine. Ils ont également été actifs dans l'Organisation militaire ukrainienne (UVO), tandis que les jeunes militants sont nés plus tard et ont grandi dans la Pologne indépendante. Les jeunes sont beaucoup plus radicaux, appelant à l'utilisation de la terreur dans la lutte politique, mais les deux groupes sont unis par le radicalisme national et la défense d'un système totalitaire. Le chef du « vieux » groupe Andriy Melnyk affirme dans une lettre envoyée au ministre allemand des affaires étrangères Joachim von Ribbentrop le 2 mai 1938 que l'OUN est idéologiquement proche de mouvements similaires en Europe, en particulier du national-socialisme en Allemagne et le fascisme en Italie. Les méthodes terroristes de l'OUN, sa fascisme pour le fascisme, son rejet de la démocratie parlementaire et son action contre la Pologne au nom de l'Allemagne n'ont pas trouvé de soutien parmi de nombreuses autres organisations ukrainiennes, en particulier parmi les soi-disant Petlurites, c'est-à-dire d'anciens militants de la République populaire ukrainienne. Au cours de la guerre, avec la défaite imminente de l'Allemagne nazie, l'OUN-B change, du moins dans les déclarations officielles, son image politique. Il s'éloigne du symbolisme fasciste et du totalitarisme vers des slogans démocratiques. Les dénégations de l'OUN pour son rôle dans l'Holocauste ont commencé en 1943 après qu'il soit devenu évident que l'Allemagne perdrait la guerre. Le blanchiment à la chaux se poursuivra après la guerre, la propagande de l'OUN décrivant son héritage comme une « résistance ukrainienne héroïque contre les nazis et les communistes »,,,.

### Déclenchement de la guerre
Avant 1939, les territoires ukrainiens sont partagés entre la Pologne, l'Union soviétique, la Roumanie et la Tchécoslovaquie. Les Allemands envahissent la Pologne le 1er septembre 1939, suivi de l'invasion soviétique le 17 septembre qui capture les provinces orientales de la Deuxième République polonaise. Le 1er novembre 1939, les territoires polonais annexés par l'Union soviétique (c'est-à-dire La Volhynie et la Galicie orientale) sont incorporées à la République socialiste soviétique d'Ukraine.
Au départ, l'occupation soviétique de l'est de la Pologne rencontre un soutien limité de la population ukrainienne de souche. La répression est dirigée principalement contre les Polonais de souche, et l'ukrainisation de l'éducation, la réforme agraire et d'autres changements sont populaires parmi les Ukrainiens. La situation change au milieu de 1940 lorsque la collectivisation débute  et que des répressions frappent la population ukrainienne. 2 779 Ukrainiens sont arrêtés en 1939, 15 024 en 1940 et 5 500 en 1941, jusqu'à l'invasion allemande de l'Union soviétique.
La situation des Ukrainiens de souche sous l'occupation allemande s’avérera bien meilleure. Environ 550 000 Ukrainiens vivent dans le gouvernement général dans la partie de la Pologne occupée par l'Allemagne, et ils sont favorisés aux dépens des Polonais. Environ 20 000 militants ukrainiens fuient l'occupation soviétique vers Varsovie ou Cracovie. À la fin de 1939, l'Allemagne nazie accueille les dirigeants de l'OUN dans la ville de Cracovie, la capitale du gouvernement général et fournit un soutien financier à l'organisation,. Le siège du Comité central ukrainien dirigé par Volodymyr Kubijovyč, la représentation légale de la communauté ukrainienne dans la zone nazie, est également situé à Cracovie,.

### Création de l'OUN-B, pogroms et soulèvement anti-soviétique

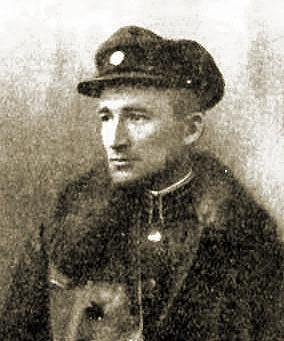
Andriy Melnyk - OUN-M.

À Cracovie, le 10 février 1940, une faction révolutionnaire de l'OUN émerge, appelée l'OUN-R ou, d'après son chef Stepan Bandera, l'OUN-B (Banderites). La direction actuelle de l'organisation s'y oppose (se scindant en deux) et l'ancien groupe se renomme OUN-M d'après le chef Andriy Melnyk (Melnykites). L'OUN-M domine l'émigration ukrainienne et la Bucovine, mais en Ukraine même, les banderistes obtiennent un avantage décisif (60 % du réseau d'agents en Volhynie et 80 % en Galice orientale).

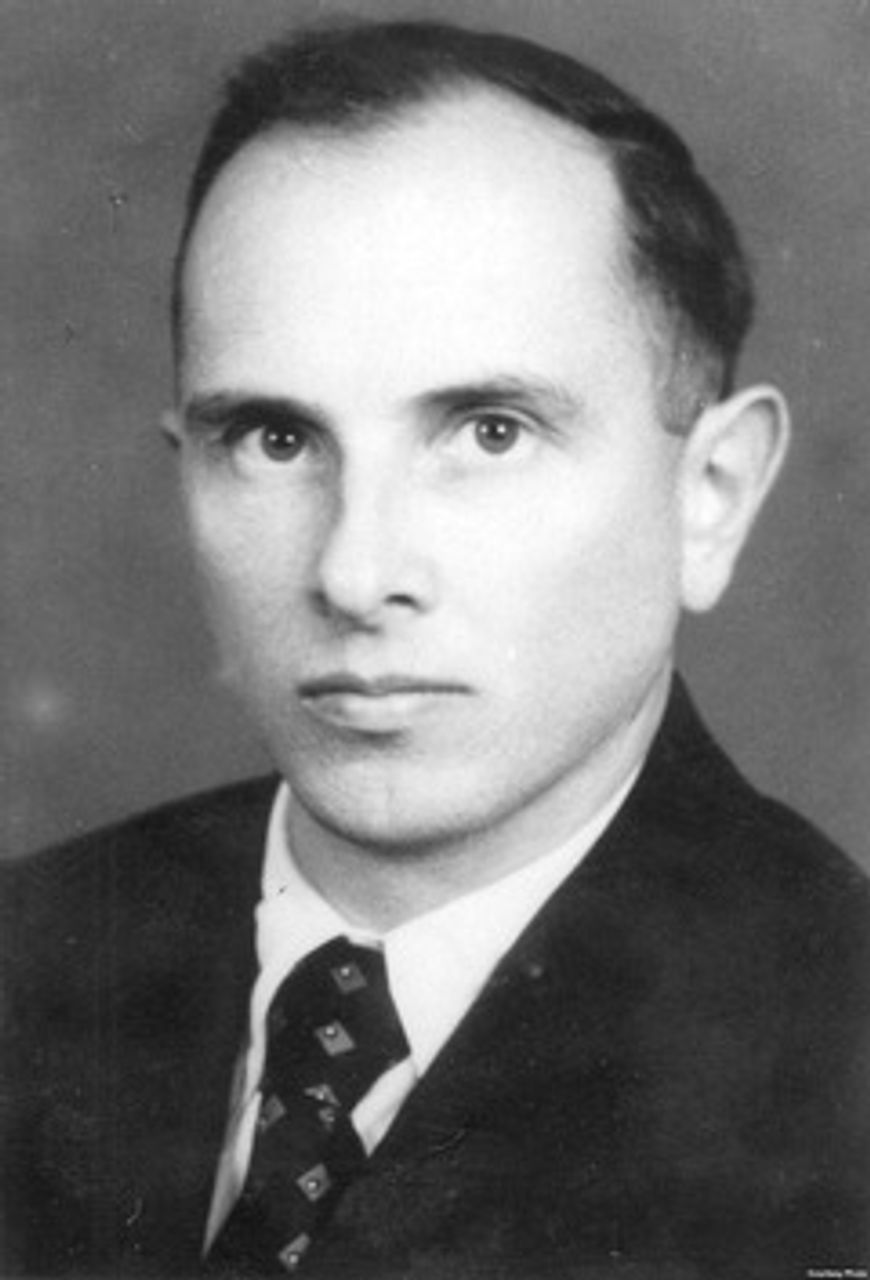
Stepan Bandera - OUN-B.

L'OUN-B, mouvement plus radical, commence dès 1940 les préparatifs d'un soulèvement anti-soviétique. Cependant, la répression soviétique retarde ces plans et des combats plus sérieux n'éclatent qu'après l'invasion allemande de l'URSS en juillet 1941. Selon les rapports de l'OUN-B, environ 20 000 hommes sont regroupés dans 3 300 emplacements dans l'ouest de l'Ukraine. De plus, les bataillons ukrainiens Nachtigall et Roland sont formés sous commandement allemand et comptent environ 800 hommes. Le NKVD est déterminé à liquider la clandestinité ukrainienne, selon les rapports soviétiques, 4 435 membres sont arrêtés entre octobre 1939 et décembre 1940. Des procès publics ont lieu et des condamnations à mort sont exécutées. Dans la première moitié de 1941, 3 073 familles (11 329 personnes) de membres de la résistance polonaise et ukrainienne sont déportées de Galice orientale et de Volhynie. La répression soviétique force environ un millier de membres de la résistance ukrainienne à entreprendre des activités partisanes avant même l'invasion allemande.
L'OUN s'empare d'environ 213 villages et organise une diversion à l'arrière de l'Armée rouge. Dans la foulée, elle perd 2 100 soldats et 900 autres sont blessés.

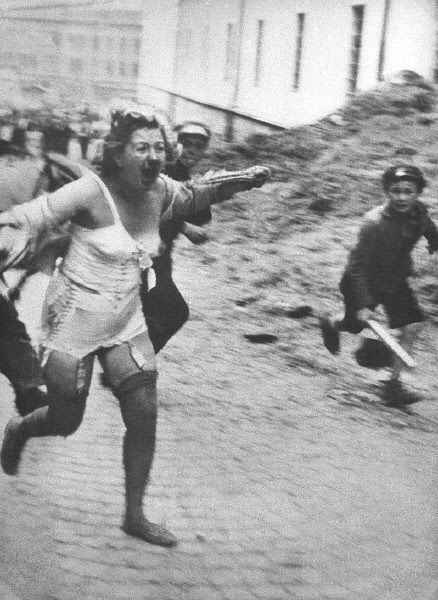
Pogrom de Lwów en juillet 1941, en Pologne occupée par l'Allemagne (aujourd'hui Lviv, en Ukraine). Femme juive poursuivie par la foule ukrainienne lors du pogrom. Collection de photos Yad Vashem, 80DO2.

L'antisémitisme de l'OUN est influencé par l'Allemagne nazie, mais l'organisation a également sa propre tradition antisémite indépendante. L'OUN-B forme des milices ukrainiennes qui, faisant preuve d'une cruauté exceptionnelle, perpètre au moins 58 pogroms et massacres antisémites documentés de Juifs qui ont fait entre 13 000 et 35 000 morts. Les plus grands pogroms perpétrés par les nationalistes ukrainiens ont eu lieu à Lviv et entraîné le massacre de 6 000 Juifs polonais,,,. L'implication de l'OUN-B n'est pas claire, mais la propagande de l'OUN-B a certainement alimenté l'antisémitisme. La grande majorité des pogroms menés par les Banderites se sont produits en Galice orientale et en Volhynie.
Après la prise de Lwów (Lviv) par les Allemands en 1941, la direction de l'OUN annonce la création d'un État ukrainien. Hitler, cependant, est opposé au statut d'État ukrainien, ayant jeté son dévolu sur l'exploitation économique impitoyable des territoires coloniaux nouvellement acquis. L'OUN est interdit, le 5 juillet Bandera est arrêté et placé en résidence surveillée à Berlin,,. L'OUN-B entre dans la clandestinité et encourage ses membres et sympathisants à rejoindre l'administration allemande et notamment la police auxiliaire.

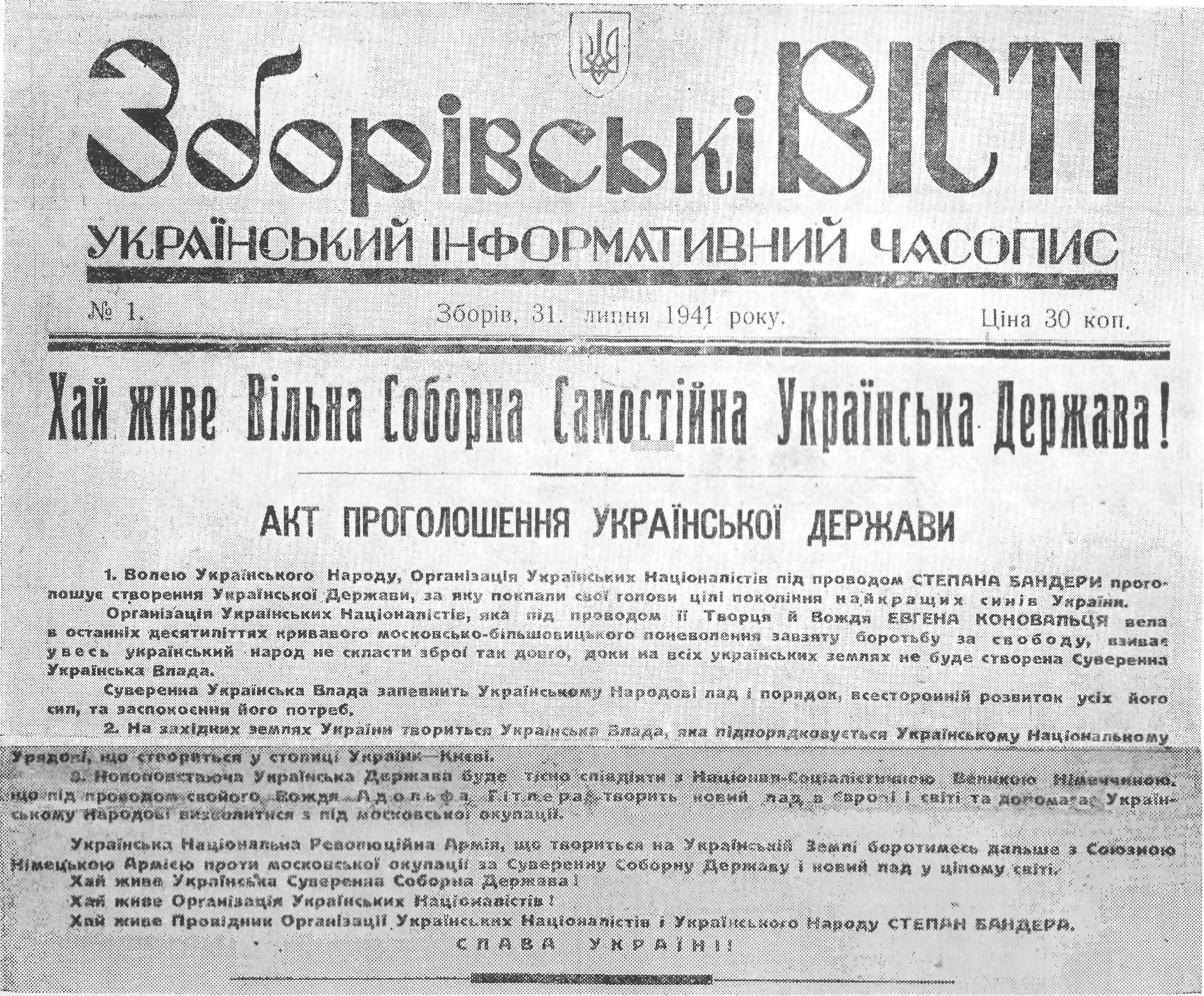
Déclaration de l'État ukrainien du 30 juin 1941.

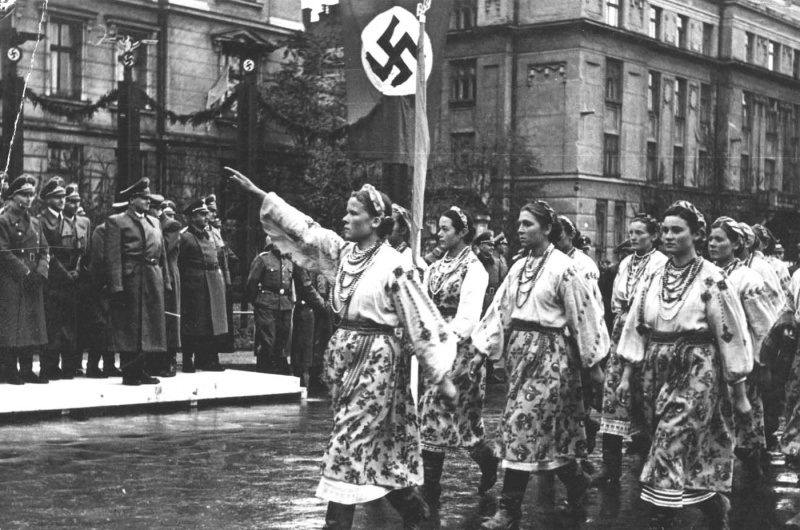
Défilé à Stanislawów en octobre 1941 lors de la visite de Hans Frank, chef du gouvernement général en Pologne occupée par les nazis.

À la suite de l'armée allemande, ils réussissent à étendre leur réseau également dans l'est de l'Ukraine, mais leurs slogans ne parviennent pas à trouver du soutien parmi la population locale. L'OUN-M, d'autre part, agit ouvertement et prend le contrôle des gouvernements locaux dans la partie orientale de la Pologne occupée, y compris Lwów (Lviv). L'OUN-B lutte contre l'OUN-M, allant jusqu'à assassiner ses membres. Fin 1941 et début 1942, les Allemands commencent à combattre l'influence de l'OUN-M en arrêtant ses membres, ils passèrent donc eux aussi dans la clandestinité. 
Un autre groupe est le Sitch de Polésie formé par Taras « Bulba » Borovets, qui fait référence aux traditions de la République populaire ukrainienne. Après l'attaque allemande, il occupe et contrôle Sarny et Olevsk, forme une alliance avec les Allemands et combat les restes soviétiques en tant que chef de la police. En novembre 1941, le groupe est contraint de dissoudre son unité (qui compte à l'époque environ 2 000 à 3 000 personnes) après la pression des Allemands qui voulaient limiter son indépendance, tout en refusant de participer à la liquidation des Juifs. Cependant, même après cela, le pouvoir de l'administration d'occupation sur le territoire de la Polésie est principalement limité aux villes, aux gares et aux routes. La campagne se  transforme alors en une arène d'affrontement brutal entre plusieurs armées de guérillas.
Les exécutions massives de Juifs débutent à l'automne 1941 sur les territoires occupés par les Allemands et se poursuivent dans la seconde moitié de 1942 lorsque les Allemands commencent à liquider les ghettos juifs. Des membres de la police auxiliaire ukrainienne participent à ces exécutions. À partir de 1942, la population locale non juive devient également la cible de la répression. Les Allemands déportent la population en masse vers le Reich pour le travail forcé et exigent des approvisionnements importants des agriculteurs. Pour leur refus, les Allemands punissent la population par des exécutions et des pacifications de villages ukrainiens et polonais. La police auxiliaire ukrainienne prend également part aux actions de pacification, mais l'esprit de rébellion grossit dans leurs rangs.
En conséquence, des unités partisanes réapparaissent dans l'ouest de l'Ukraine, y compris des unités soviétiques et la première armée insurrectionnelle ukrainienne (UPA) formée par Taras Bulba-Borovets. Celui-ci entre en combat actif en avril 1942, principalement contre les Allemands ; le groupe conclut un accord de neutralité avec les partisans soviétiques. En décembre 1942, il propose aux Melnykites et aux Banderites de se joindre à lui comme commandant en chef. L'OUN-B rejette la proposition, mais l'OUN-M, qui a déjà commencé à former ses propres unités, accepte l'offre.

### Création de l'UPA, soulèvement anti-allemand et extermination des Polonais

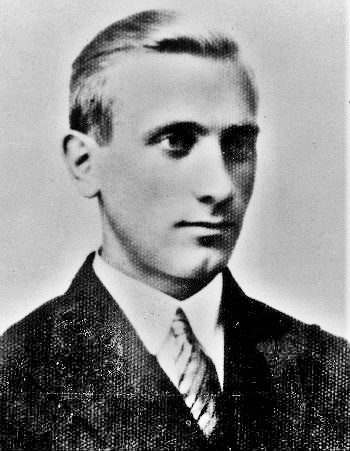
Dmytro Klyachkivsky - premier commandant en chef de l'UPA -Nord.

En octobre 1942, l'OUN-B décide de former ses propres partisans, appelés détachements militaires de l'OUN. Des unités individuelles entrent en combat actif en février 1943 (la première fut la sotnia de l'attaque de Hryhoriy Perehinyak contre le poste de police allemand de Volodymyrets le 7 février). Lors de la troisième conférence de l'OUN-B (17-23 février 1943), il est décidé de lancer un soulèvement anti-allemand afin de libérer le plus de territoire possible avant l'arrivée de l'Armée rouge. Le soulèvement doit d'abord éclater en Volhynie. Dans ce but, la formation d'une armée de partisans appelée l'Armée de libération ukrainienne y débute. Le soulèvement éclate à la mi-mars, avec Dmytro Klyachkivsky (en) et Vasyl Ivakhiv à sa tête, puis continue seul le combat après la mort d'Ivakhiv en mai de cette année. C'est également à cette époque que le nom qui lui est donné est abandonné et que le nom d'Armée insurrectionnelle ukrainienne, repris de Bulba-Borovets, commence à être utilisé, se faisant ainsi passer pour elle. La nouvelle base de l'armée est constituée de policiers ukrainiens, qui désertèrent en masse (environ 5 000) entre mars et avril 1943. En juillet 1943, l'UPA compte vingt mille soldats. Même avant le début du soulèvement anti-allemand, les unités OUN-B commencent à attaquer les villages polonais et à assassiner les Polonais. Cela se transforme rapidement en une campagne d'extermination à grande échelle, visant à tuer ou à chasser la population polonaise des zones considérées par l'OUN-B comme ukrainiennes. La cible principale du nettoyage ethnique de l'UPA est les Polonais, principalement des femmes et des enfants, mais ceux-ci ont également tué d'autres minorités ethniques telles que les Juifs, les Tchèques, les Hongrois, les Arméniens et même de nombreux Ukrainiens. Les combattants de l'UPA utilisent principalement des outils agricoles tels que des faux, des couteaux et des fourches pour commettre leurs meurtres de masses,,.

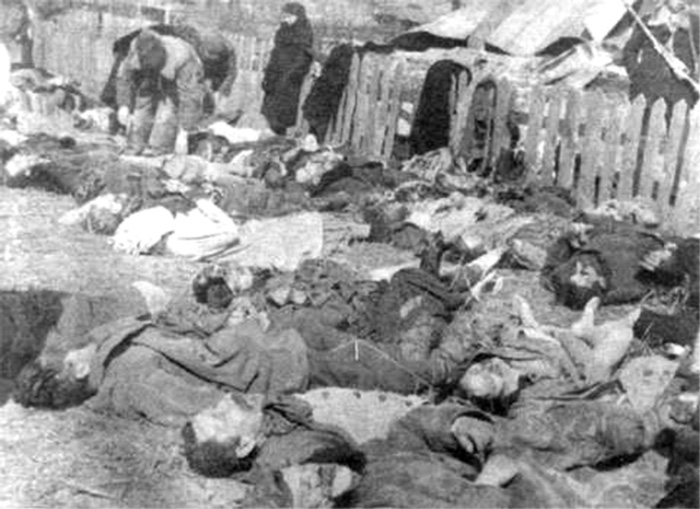
Victimes civiles polonaises du massacre du 26 mars 1943 commis par l'Armée insurrectionnelle ukrainienne (UPA) assistée par des paysans ukrainiens ordinaires dans le village de Lipniki (comté de Kostopol), Reichskommissariat Ukraine.

Les attaques contre les Polonais sont la raison pour laquelle Taras Bulba-Borowets rejette la proposition de coopération, critiquant également l'idée d'un soulèvement prématuré contre les Allemands. Pour se distinguer de l'armée OUN-B, il adopte le nom d'Armée nationale révolutionnaire ukrainienne (UNRA). Le nombre maximum de soldats au sein de cette unité est d'environ 3 000 à 4 000[réf. incomplète]. La plupart des unités OUN-M n'ont pas eu une telle résistance et ont rejoint l'UPA. Ceux qui résistent ainsi que les unités de l'UNRA et du Front révolutionnaire ukrainien sont pour la plupart démantelés ou contraints de coopérer de force à l'été 1943. En juillet-août 1943, l'UPA règne sur un vaste territoire de Volhynie, débarrassé des Allemands et la population polonaise. Les unités OUN-B de l'est de la Galice, portant le nom d'autodéfense nationale ukrainienne (UNS), rejoignent le combat plus tard, seulement à la fin de l'été 1943, et seulement dans une capacité limitée. À partir de janvier 1944, l'incorporation des unités UNS en Galice orientale dans l'UPA débute. Cela marque également le début de l'extermination des Polonais en Galice orientale, qui est amorcé en avril de la même année.
Au troisième congrès de l'OUN (21-25 août 1943), il est décidé de préparer une lutte ouverte contre l'Armée rouge, avec des plans pour l'étendre à d'autres parties de l'Union soviétique, impliquant d'autres nations opprimées. Des décisions sont également prises pour s'éloigner de la rhétorique nationaliste extrême et adopter une rhétorique plus pro-démocratique. C'est aussi à peu près à cette époque lorsque le chef par intérim de l'OUN, Mykola Lebed, est remplacé par un bureau de trois personnes dans lequel Roman Choukhevytch joue un rôle majeur. Choukhevytch assumera bientôt le rôle de commandant en chef de l'UPA à la place de Klyachkivsky.
Avec le retrait progressif de l'Allemagne nazie et allemande de l'ouest de l'Ukraine, l'UPA commence à frapper les unités arrière allemandes capturant leur équipement. Ces actions provoquent les raids allemands sur les positions de l'UPA. À la fin de juillet 1944, le Conseil suprême de libération de l'Ukraine, une organisation de l'OUN-B, conclut un accord signé avec les Allemands pour un front unifié contre l'Union soviétique et pour des activités de diversion de l'UPA à l'arrière du front soviétique. L'accord signe met fin aux raids de l'UPA sur les positions arrière allemandes et ouvre la porte au flux d'armes et de matériel de formation des Allemands. La coopération UPA-allemande prend fin au début de 1945 lorsqu'elle cessa d'être bénéfique à l'OUN-B,.

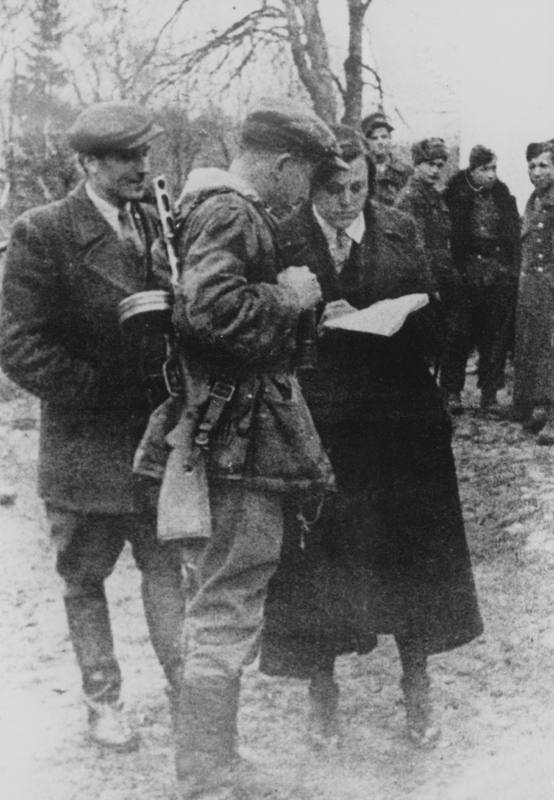
Dans le sens des aiguilles d'une montre : Roman Shukhevych, Dmytro Hrytsai et Catherine Miéchko-Lagouch en novembre 1943, peu avant l'avant-dernière phase des massacres de Polonais en Volhynie et en Galice orientale.

En 1944, l'UPA atteint un sommet de 25 à 30 000 guérilleros,. Avec les milices du Sluzhba Bezpeky (en), les unités d'autodéfense Kushch et le réseau d'agents sur le terrain, le nombre de personnes liées à la clandestinité atteint environ 100 000 personnes. En avril 1943, les Allemands forment la division ukrainienne SS « Galizien ». La direction de l'OUN-B s'oppose initialement à cette l'idée, mais soutiendra ensuite l'enrôlement de membres dans la formation en voyant comme une bonne occasion de recevoir une formation militaire. La division est démantelée en juin 1944, seuls 3 000 soldats parviennent à éviter la mort ou la capture, et plusieurs centaines d'entre eux rejoignent l'UPA. La direction de l'OUN et le commandement de l'UPA sont convaincus que les Russes sont prêts à éliminer tous les Ukrainiens, en se basant sur l'expérience de la grande famine des années 1930,, lorsque cinq millions de citoyens soviétiques sont morts de faim entre 1931 et 1934, dont 3,9 millions d'Ukrainiens.
Au début de 1944, l'Armée rouge arrive dans les zones d'activité de l'UPA. En janvier-février 1944, il occupe une grande partie de la Volhynie. Les troupes du 1er front ukrainien, avec les forces des 13e et 60e armées, mènent l'offensive Rivne-Loutsk, capturant ces deux centres régionaux le 2 février. Dans les territoires occupés, les autorités soviétiques saisissent de la nourriture, enrôlent en masse des Ukrainiens locaux dans l'Armée rouge et, après quelques jours d'entraînement, les envoient sur le front. La majorité des cadres du parti et de l'État sont des étrangers de l'URSS, qui se comportent souvent comme des conquérants dans un pays conquis et traitent la population ukrainienne locale avec mépris. De nombreuses fraudes, vols ou viols ternissent l'image des soldats soviétiques. Le soutien s'accrut alors pour la résistance ukrainienne.

## Résistance armée pendant la guerre (1944-1945)

### Combats en Volhynie et en Podolie (première moitié de 1944)
L'UPA tente de saper les autorités soviétiques et de bloquer la mobilisation de la population locale dans les unités soviétiques. Ils attaquent les comités de recrutement et mènent une agitation parmi la population locale. Ils changent de tactique en septembre 1944, lorsqu'ils encouragent certains de leurs partisans à rejoindre l'armée afin de la désintégrer de l'intérieur et de propager un contenu nationaliste. Cet effort s'avère assez réussi, car au 1er septembre 1944, le 1er front ukrainien n'a réussi à appeler que 56% du nombre prévu de recrues.

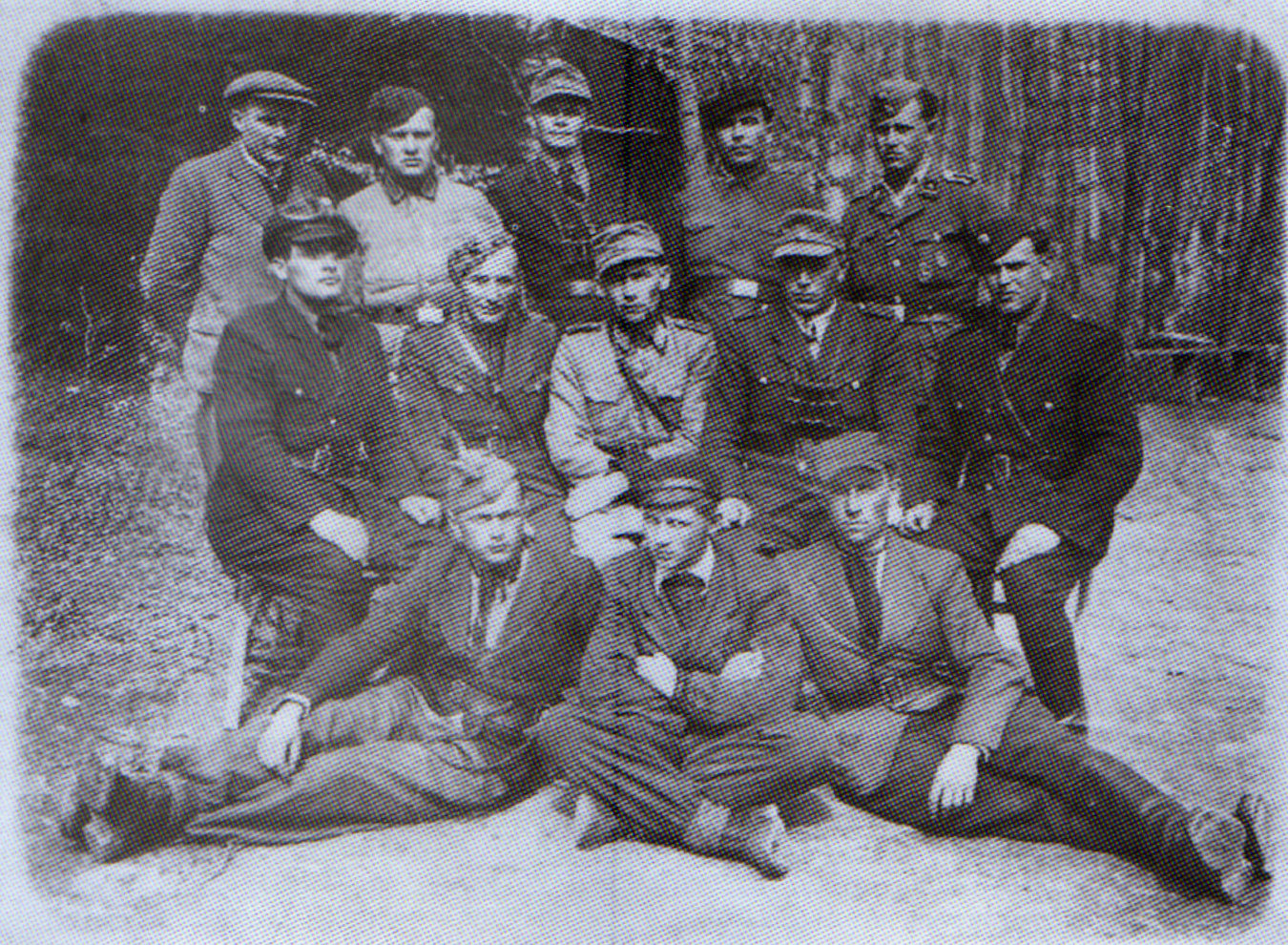
Agents de l'UPA.

La majorité des guérilleros de l'UPA considèrent Stepan Bandera comme leur chef. Ils représentent des Baderistes ukrainiens ordinaires, mais les rangs de l'UPA comprennent également des Ukrainiens de l'ancienne 14e division SS, des SS allemands, dont l'officier SS Anton Eichner et des gardes slovaques Hlinka.
L'approche de l'Armée rouge force l'UPA à développer davantage de stratégie et de tactique de guerre avec les occupants. Le groupe UPA Sud reçoit l'ordre de quitter les régions de Vinnytsia et Kamianets-Podilskyï, où il y a peu de forêts, et de se retirer en Volhynie avec deux parties du groupe d'armée de l'UPA Est. Dans la seconde moitié de janvier 1944, des unités de l'UPA traversent le front dans la ceinture forestière de Volhynie avec les rivières Sloutch et Horyn.
Le 12 février 1944, le premier appel des dirigeants soviétiques à l'UPA est publié, les appelant à sortir volontairement de la clandestinité et à déposer les armes. Les personnes soupçonnées d'avoir aidé la clandestinité sont déportées vers l'est de l'URSS. Les corps des personnes tuées sont souvent exposés pour intimider les autres. Dans le même but, des procès publics et des exécutions publiques de membres capturés de l'OUN-B et de l'UPA sont organisés, vers lesquels même des écoliers sont expulsés.

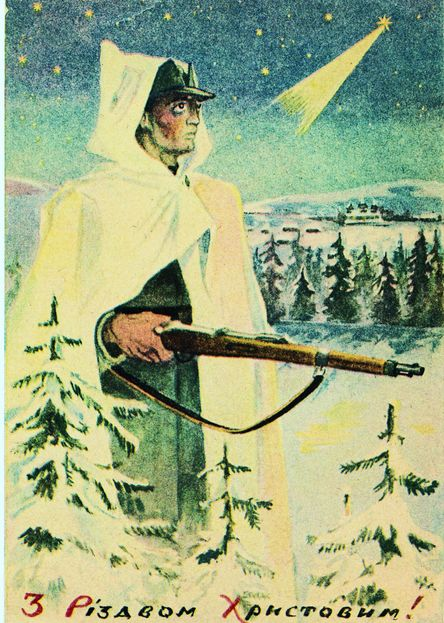
Carte de Noël fabriquée et distribuée par l'armée insurrectionnelle ukrainienne en 1945.

Le 29 février 1944, un détachement de l'UPA attaque un convoi du général Nikolaï Vatoutine, commandant du 1er front ukrainien, quittant le quartier général de la 13e armée, à la suite de quoi il est grièvement blessé et décède un mois plus tard à l'hôpital de Kiev. Selon la version la plus courante, près du village de Mylyatyn dans le district d'Ostroh, la colonne est détruite par un détachement de l'UPA sous le commandement de Petro "Aeneas" Oliynyk.
Le gouvernement soviétique réagit tout aussi durement à l'assassinat de Vatoutine. Le 1er front ukrainien alloue une division de cavalerie, renforcée par 20 véhicules blindés et huit chars pour combattre les insurgés en mars de cette année. Une garnison de bataillon est stationnée dans chaque district et des régiments de troupes internes du NKVD sont stationnés dans des centres régionaux. Au total, plus de 30 000 soldats du NKVD sont envoyés pour combattre l'UPA. Certaines unités arrivent en Ukraine directement de Tchétchénie et de Kalmoukie, où les déportations viennent de s'achever. Dans certains villages, des bataillons subordonnés de destruction du NKVD sont créés. Dix trains blindés soutenus par des groupes amphibies sont déployés pour protéger les voies ferrées.
En mars 1944, les Soviétiques enregistrent 270 attaques contre des soldats de l'Armée rouge. En avril 1944, les actions des insurgés changent radicalement. Les troupes du premier front ukrainien se préparent à une offensive contre les envahisseurs nazis. Cela ne convient pas à la direction de l'OUN, qui ordonne une série de raids en profondeur sur l'arrière de l'Armée rouge. Dans les zones situées au nord de la ligne ferroviaire Kovel-Rivne-Chepetivka, des affrontements à main armée ont lieu, au cours desquels des unités de l'UPA subissent des pertes importantes.
Le 28 mars, Nikita Khrouchtchev apprend que 1 129 membres de l'OUN et de l'UPA ont été tués dans 65 opérations, et le 7 avril, ce nombre passe à 2 600 tués et 3 256 faits prisonniers. Les pertes réelles s'élèvent à 112 tués et 90 blessés.
La plus grande bataille de l'UPA avec les troupes soviétiques régulières a lieu du 21 au 28 avril 1944 dans les forêts de Kremenets près du village de Gourby. Les Soviétiques engagent environ 15 000 soldats contre plus de 4 000 partisans de l'UPA concentrés là-bas. Les deux camps se considèrent comme les vainqueurs de cette escarmouche. Selon les rapports soviétiques, ceux-ci ont tué 2 018 personnes et arrêté 1 570 autres, saisissant également de grandes quantités d'armes et d'entrepôts de nourriture, et ne perdant que onze morts et 46 blessés. En revanche, selon les rapports de l'UPA, ceux-ci ont perdu que 136 personnes et 75 blessés, enregistrant entre 120 et 900 Soviétiques tués. La bataille ne s'avérera pas concluante : la région est débarrassée des partisans, mais les unités de l'UPA n'ont pas été dissoutes.
Selon les données soviétiques, dans la première moitié de 1944, le NKVD dénombre 16 338 insurgés tués, 15 991 capturés et 2 549 condamnés. En outre, 3 676 membres de la résistance de l'OUN et de l'UPA sont arrêtés. De plus, 27 361 personnes s'étant soustraites à la conscription sont détenues. Les pertes parmi le personnel du NKVD sont les suivantes. Tués : 37 officiers du NKVD, 655 officiers et soldats des troupes du NKVD et de l'Armée rouge et 112 disparus. Au 1er juillet 1944, 80 détachements actifs de l'UPA avec 6 749 participants sont inclus dans la ligne de front (qui comprend les régions occidentales de la RSS d'Ukraine capturées par l'Armée rouge).

### Combats après avoir repoussé les Allemands par l'Armée rouge
En juillet 1944, lors d'une opération visant à s'emparer de l'ouest de l'Ukraine, les troupes soviétiques encerclent et battent huit divisions allemandes d'environ 60 000 près de Brody. Parmi eux se trouvent 10 000 soldats de la division SS Halychyna. Environ 5 000 réussissent à s'échapper de l'encerclement, mais beaucoup sont tués, blessés ou faits prisonniers. Environ 3 000 personnes échappent à la captivité, dont beaucoup rejoindront ensuite les rebelles. À la fin de l'offensive Lviv-Sandomierz, la quasi-totalité de la Galice est déjà aux mains des troupes soviétiques. Le 27 juillet, l'Armée rouge occupe Lviv, Stanislav et Przemyśl, et le 6 août, Drohobytch et Boryslav. Ainsi, les Allemands perdent la quasi-totalité de l'Ukraine, à l'exception de la chaîne de montagnes et de la Transcarpatie. À cette époque, seule une petite partie de l'UPA se trouve du côté allemand du front, dans les Carpates.
En août 1944, après l'entrée de l'Armée rouge en Hongrie, en Roumanie et en Pologne, les actions actives de l'UPA reprennent. Outre les embuscades sur les autoroutes, les bombardements et les meurtres de militaires, les attaques contre les dépôts militaires et le sabotage des communications, les actions de l'OUN-UPA visent également à perturber l'approvisionnement alimentaire de l'Armée rouge. Certaines unités militaires sont également attaquées. Ainsi, le 18 août 1944, le 1er bataillon des communications du 1331e régiment de fusiliers, qui marche vers le front, est pris en embuscade sur la route près de Pidhaïtsi dans la région de Ternopil. La plupart des soldats et officiers sont tués, seuls 11 survivent.
Les opérations anti-insurrectionnelles se poursuivent à l'été 1944. Le 30 juillet 1944, des groupes militaires de 207 et 208 bataillons d'infanterie séparés découvrent et détruisent le quartier général de l'UPA-Nord dirigé par le chef d'état-major Leonid Stupnytsky, en ratissant la forêt de Dermansky dans la région de Rivne. À la suite de la bataille, 70 (principalement les dirigeants et leurs gardes) sont tués et 73 insurgés capturés. En août 1944, 220 opérations militaires sont menées dans la seule région de Lviv, à la suite desquelles plus de 5 000 membres de l'OUN-UPA sont tués. Au cours de l'opération soviétique du NKVD et du quatrième front ukrainien dans la région de Drohobych du 18 août au 9 septembre, 1 171 personnes sont tuées et 1 180 « partisans de Bandera » sont faits prisonniers et 6 000 personnes ayant échappé à la mobilisation sont arrêtées. Entre le 10 janvier et le 23 février 1945, environ 26 000 insurgés sont capturés et 11 000 tués.
À l'automne 1944, la question de la coordination des actions des formations armées de Melnyk et des détachements de l'UPA est finalement résolue. Des « melnykites » sont stationnés dans les régions du nord-ouest de la Volhynie et des Carpates, coopérant avec les unités de l'Armée révolutionnaire populaire ukrainienne (UNRA) et les Allemands. Les divisions OUN-M dans la région des Carpates sont dirigées par S. Kasyan ("Korop"), et le commandement général est dirigé par Ivan Kedyulych ("Chubchyk"). Lors de la traversée des fronts à travers les Carpates, les Melnykites reçoivent une proposition de l'UPA d'unir les troupes. Avec la sanction du commandant des forces armées de l'OUN-M, le général Kapustyansky, une telle fusion a lieu et Ivan Kedyulych est inclus dans le quartier général militaire principal. À la fin de l'été 1944, des détachements auxiliaires du NKVD (bataillons de destruction) sont activement formés. En novembre, 203 bataillons de chasseurs (27 796 combattants) et 2 997 groupes de soutien (27 385 membres) sont formés. À la fin de 1944, 212 bataillons de chasse sont dénombrés incluant 23 906 combattants et 2 336 groupes de soutien incluant 24 025 membres dans les régions occidentales de l'Ukraine.
Le 9 octobre 1944, le NKVD et le NKDB de l'URSS émettent une ordonnance « Sur des mesures pour combattre la clandestinité de l'OUN et éliminer les gangs armés de l'OUN dans les régions occidentales de l'URSS ». Selon lui, les régions occidentales de l'URSS sont divisées en deux zones de responsabilité — les régions de Lviv, Stanislav, Drohobytch et Tchernivtsi sont engagées dans le commissaire du peuple du NKVD Vasyl Ryasny et le NKDB Serhiy Savchenko, et le chef de la frontière les troupes du district ukrainien Petro Burmak ; les régions de Rivne, Volyn et Ternopil sont dirigées par les commissaires adjoints du peuple Strokach et Danylo Yesypenko, et le chef du NKVD du district ukrainien Mykhailo Marchenkov.
Selon le NKVD, de février au 31 décembre 1944, 6 495 opérations sont menées dans l'ouest de l'Ukraine, au cours desquelles 57 405 insurgés sont tués. En outre, 4 744 familles (13 320 personnes) de membres de l'UPA et de personnes qui les avaient aidés sont expulsées d'URSS. À la suite des opérations sont saisis : un avion U-2, un véhicule blindé et un véhicule blindé de transport de troupes, 35 canons, 323 mortiers, 321 mitrailleuses et 2 588 mitrailleuses, 211 PTR, 18 600 fusils, 4 200 mitraillettes et autres armes. et des équipements dont 135 talkies-walkies et 18 presses à imprimer. Les pertes du côté soviétique au cours de la même période lors d'opérations et d'actions pertinentes de l'UPA sont les suivantes : NKVD-NKGB - 221 (37 disparus ou capturés), officiers du NKVD et de l'Armée rouge - 157 (31 disparus ou capturés), soldats et sergents 1 880 (402 disparus ou capturés), 904 (127 disparus ou capturés), résidents locaux - 1 953 (248 disparus ou capturés) et combattants des bataillons de chasse - 40 (230 disparus ou capturés). Au total, 2 903 « manifestations de gangs » par l'OUN-UPA sont enregistrées.

#### Bataille de Zaliznytsia (28 avril 1944)
Le 28 avril 1944, la 19e brigade des troupes internes du NKVD entreprennent un autre défrichement des forêts de Kremenets. En fin de journée, sans rencontrer l'ennemi, la brigade atteint la rivière Sloutch. À cinq heures du matin le 29 avril, des coups de feu sont tirés du village de Zaliznytsia, où 18 soldats de l'Armée rouge de la 70e armée sont pris en embuscade par les troupes "Doxa" de l'UPA de Semyon Kotyk. À 06 h 15, la compagnie du NKVD se rend à la périphérie du village, où elle est arrêtée par des tirs nourris de l'UPA. Les guérilleros ont non seulement détenu le NKVD, mais ont rapidement lancé une contre-attaque. Les Soviétiques se retrouvent dans une situation difficile. À 07 h 40, 155 officiers du NKVD, dirigés par le commandant de la 19e brigade, le colonel Timofeev, arrivent alors en soutien. Voyant la situation, les guérilleros décident de se replier.
Le NKVD les poursuivent toute la soirée jusqu'au lendemain. Vers 19 h 30, les Soviétiques atteignent le village de Gronne (aujourd'hui Hvizdiv) et attaquent les guérilleros stationnés dans le village. Selon le NKVD, de nombreux guérilleros sont tués dans la bataille nocturne : 225 tués, 15 blessés et 106 arrêtés. La plupart d'entre eux étaient probablement des civils. Les Soviétiques subissent également de lourdes pertes : 23 morts dont deux officiers, 30 blessés dont cinq officiers et deux disparus dont un officier. L'UPA estime les pertes soviétiques à 240 tués.

#### Bataille de Piryatin (19 août 1944)
Après la bataille près de Yazheva Gora (16 août 1944) près de Maheriv, l'UPA "Siromantsi" sous le commandement de Dmytro Karpenko "Yastrub" se retire au nord-est, dans la forêt entre Pyriatyn (raïon de Lviv) et Prystannia (raïon de Tchervonohrad).
À Pyriatyn, Siromantsi rencontre les sotnias de l'UPA "Zavoyovnyky" nouvellement formés, qui sont apparemment passés sous le commandement de Yastrub en tant que commandant nouvellement nommé de l'unité tactique, sur la route Lviv - Velyki Mosty et du Boug occidental.
La veille, le département régional de Mageriv du NKVD reçut des renseignements sur la présence de trois sotnias de l'UPA près de Pyriatyn, armés d'armes légères, de mortiers, de canons antiaériens et de mitrailleuses. Il y a aussi Sluzhba Bezpeky avec l'officier "Gayem" (Dmytro Dumych), assistés des départements locaux d'autodéfense. Environ 700 personnes au total dans toutes les formations prennent part à la bataille de Pyriatyn.
Selon la chronique du sotnia "Siromantsi", l'ennemi perd 80 tués et 62 blessés, et les rebelles perdent quatre tués et deux blessés. Biens remportés : mitrailleuse Maxim, trois mitrailleuses Degtiarev, plusieurs mitraillettes et des fusils. Les armes sont données à la centaine d'hommes nouvellement organisés.
Certaines des recrues du "Marny" et du "Yarema" sont venues des villages environnants et après la bataille sont rentrées chez eux. La sotnia restante rejoint le kurin "Galaida", qui le 22 août près de Zubeyky (raïon de Lviv) mène une bataille défensive majeure avec un bataillon du 83e régiment des troupes frontalières du NKVD et le 50e régiment de motos de l'Armée rouge.
L'historien et écrivain local Ivan Gubka affirme dans ses œuvres artistiques et documentaires que 18 insurgés sont tués dans la bataille de Pyriatyn : 11 du SLE et sept de la sotnia « Siromantsi ».

#### Bataille de Karov (29-30 août 1944)
Le 27 août 1944, les services de renseignement soviétiques apprennent qu'un puissant groupe UPA de 1 400 hommes opère dans les bois près de Kariv - Piddubtsi. Le 3e bataillon du 2e régiment (250 hommes, commandant le major Korzhenko), des groupes distincts de soldats des 88e et 104e divisions des troupes frontalières (450 gardes-frontières au total) et quatre escadrons du 29e régiment des gardes sont affectés à l'opération contre les insurgés. L'infanterie est soutenue, y compris une batterie d'artillerie et une batterie de mortiers de 82 mm. À l'aube du 29 août, les troupes soviétiques encerclent la forêt, prenant position pour attaquer. Le NKVD est opposé par le kurin "Galaida" sous le commandement de Dmytro Pelyp, qui se compose de trois sotnia. À 05 h 30, dans la matinée, les guérilleros sont avertis par les habitants environnants fuyant les villages environnants. Cela leur permet de prendre des positions défensives à l'avance.
Le 29 août, à 7 heures du matin, un intense bombardement d'artillerie d'une heure et demie avec des canons, des mortiers et des katiouchas commence, qui n'inflige cependant pas de pertes aux insurgés. Par conséquent, l'ennemi lance une offensive depuis l'est, où se trouve la sotnia "Galaida 2". Bientôt, la direction de l'opération principale est transférée au centre des positions des insurgés, qui sont occupées par la sotnia "Galaida 1" et les départements locaux d'autodéfense. Vers 19 heures, les troupes soviétiques reçoivent des renforts dans sept véhicules et lancent une nouvelle offensive. Ce coup brise finalement la ligne de défense de l'UPA, mais au crépuscule les troupes soviétiques décident d'arrêter l'offensive. Profitant de l'occasion, les soldats se divisent en petits groupes et franchissent les lignes soviétiques. Dans la matinée, l'offensive reprend, mais ne reste que de petits groupes de soldats qui seront éliminés. Les Soviétiques estiment les pertes de l'UPA à 625 tués contre 32 tués et 48 blessés, et un soldat porté disparu de leur côté. Selon l'UPA, dix guérilleros sont tués et douze blessés. Deux combattants de l'UPA sont faits prisonniers, estimant les pertes soviétiques à environ 300 tués et 200 blessés.

#### Bataille du village d'Urman (17 septembre 1944)
Le 17 septembre 1944, le 187e bataillon du NKVD (sans la première compagnie) mène une opération au nord de Berejany. La 3e compagnie rencontre un détachement UPA de 60 hommes et entame une poursuite. Atteignant Urmani, le NKVD attaque de manière inattendue un groupe UPA puissant (selon les Soviétiques, comptant jusqu'à 800 partisans). La 3e compagnie de 35 soldats est rapidement encerclée, coupée du reste du bataillon. La bataille dure 11 heures, puis au crépuscule les guérilleros se replient à Brzezany. Les estimations des pertes de cette rencontre diffèrent. Selon le NKVD, l'UPA perd 300 hommes et un important convoi d'armes et de munitions, tandis que le NKVD perd 12 hommes, 18 blessés et deux disparus. Selon un rapport de l'UPA, le NKVD perd 97 hommes et trois lance-grenades, ainsi que d'autres armes et munitions.

#### Bataille d'Univ (30 septembre -1eroctobre 1944)
La plus grande bataille de la région entre les troupes internes du NKVD et les forces UPA-Ouest du district militaire "Lysonya", a lieu du 30 septembre au 1er octobre 1944, près du monastère Univ Lavra.
Fin septembre 1944, le commandement du NKVD reçoit des informations selon lesquelles une forte unité UPA est stationnée à huit kilomètres au nord-est de Peremychliany. Pour l'éliminer de la zone, ils déploient des unités de la 17e brigade, comptant environ 450 personnes, sous le commandement du lieutenant-colonel S. G. Bromberg. L'unité UPA sous Dmytro Karpenko ("Yastrub") est stationnée dans cette zone. Les services de renseignement insurgés ukrainiens, à leur tour, signalent également une concentration de troupes soviétiques, mais ont simplement cru à un ratissage du village.
La bataille a lieu le 30 septembre 1944, près du monastère Univ Lavra. Les insurgés ukrainiens sont opposés à dix-sept brigades de troupes internes du NKVD, comptant jusqu'à 1 500 soldats. Les troupes soviétiques sont équipés d'armes lourdes, y compris des chars de reconnaissance.
De 9 heures à 23 heures, les troupes du NKVD, appuyées par des canons, des mortiers et des chars, lancent 22 attaques, toutes repoussées par les insurgés ukrainiens. Les combattants de l'UPA contre-attaquent à plusieurs reprises. La nuit, malgré l'encerclement, l'UPA, divisée en petits groupes, entame une percée depuis la "bouilloire" en direction de Pnyatyn. Les troupes du NKVD envoie un groupe de 50 hommes à la poursuite des rebelles avec le soutien de quatre chars. Les troupes soviétiques rattrapent les guérilleros à Pniatyne, arrêtés pour se reposer. Les chars tirent sur les positions de l'UPA, infligeant de lourdes pertes supplémentaires aux insurgés. Selon des sources ukrainiennes, l'attaque des troupes internes du NKVD est arrêtée par Dmytro Karpenko, endommageant personnellement l'un des chars avec un canon antichar.
Selon les données soviétiques, les guérilleros ukrainiens perdent 165 morts et 15 faits prisonniers. Le NKVD compte six tués et 32 blessés. Le NKVD a saisi deux canons antichars, cinq mitrailleuses et 31 fusils. L'UPA reconnait la perte de 17 tués et 25 blessés près d'Univ, sept tués et huit blessés à Pniatyn. Selon leurs estimations, les troupes du NKVD auraient fait 170 tués et 120 blessés voire 303 tués.

#### Entraver la mobilisation des Ukrainiens vers l'Armée rouge
Entrant sur le territoire de l'Ukraine occidentale, le commandement soviétique lance la conscription massive dans l'Armée rouge. La politique de mobilisation du Kremlin dans la région a un objectif particulier : reconstituer les forces armées soviétiques et empêcher le mouvement de libération d'en faire autant, c'est-à-dire de saper la base sociale de l'UPA.
Du début de 1944 au 25 avril, l'armée active est reconstituée par environ 170 000 habitants des régions de Rivne, Volyn et Ternopil. Au 23 septembre, 33 745 Ukrainiens et 13 701 Polonais avaient été mobilisés dans l'oblast de Lviv, 105 761 et 30 072 dans l'oblast de Ternopil, 25 004 et 9 197 dans l'oblast de Drohobytch, 50 784 et 8 447 dans l'oblast de Stanislavsk, 79 472 et 9 067 dans l'oblast de Volyn, 59 561 et 2 145 dans les oblasts de Rivne et Tchernivtsi, et totalisant 524 898 personnes, dont 453 020 Ukrainiens et 71 878 Polonais.
La mobilisation soviétique dans la région s'heurte à d'énormes problèmes. La direction de l'OUN et le commandement de l'UPA ordonnent à leurs services de propagande et à leurs groupes de combat de s'opposer par tous les moyens aux tentatives de mobilisation. Pour ce faire, ils recommandent de falsifier ou de détruire les lettres de conscription, de boycotter les appels reçus au bureau d'enregistrement et d'enrôlement militaire et les actions militaires pour renvoyer les conscrits. Une autre façon de contrer la mobilisation est d'appeler les gens à la guérilla peu avant le jour où ils doivent se présenter au bureau d'enrôlement militaire. Selon les instructions reçues, les unités de l'UPA pénétraient souvent dans les villages et interdisaient aux gens de rejoindre l'Armée rouge lors de réunions publiques.
Le boycott de la mobilisation au RSCA porte ses fruits. Par exemple, en avril 1944 dans la région de Rivne, sur 69 110 personnes mobilisables, seulement 2 620 figurent à l'ordre du jour des bureaux d'inscription et d'enrôlement militaires. L'exception demeure dans les villes, où la plupart des personnes appelées répondent à l'appel. Au 1er septembre 1944, les objectifs de mobilisation du 1er front ukrainien ne sont atteints qu'à 56%.
Les guérilleros ont mené des attaques visant à empêcher la mobilisation :
- Dans la nuit du 6 au 7 mars 1944, les soldats attaquent le bureau d'enrôlement militaire de Rivne. Le bâtiment est brûlé.
- Le 11 août 1944, 405 recrues mobilisées quittent Stanislav pour Stryï sous la protection de quatre soldats de l'Armée rouge. Près du village de Vista dans la région de Kalouch (à 24 km de Stanislavov), le convoi tombe dans une embuscade. Profitant de la confusion, 166 recrues s'enfuient dans les bois.
- Le 29 août 1944, jusqu'à six attaques surviennent contre des recrues dans l'oblast d'Ivano-Frankivsk.
- Le 23 août 1944, dans la région du village de Chervone (district de Berezhany), des guérilleros attaquent une colonne de 850 recrues accompagnées de 80 soldats. Sept sont
- tués au combat et six soldats de l'Armée rouge sont blessés. Huit recrues sont également tuées et 12 autres blessées. Selon des sources soviétiques, les soldats ont perdu dix-huit hommes[103].

#### Attaques contre des villes en 1944
Les attaques contre les grandes villes et les villages, les soi-disant centres de district, sont d'une importance particulière et nécessitent une force importante, au moins plusieurs centaines d'hommes. Selon l'historien ukrainien Anatoliy Kenty, le commandement de l'UPA a attaqué le siège des autorités du district :
- a) obliger les autorités soviétiques à laisser davantage de forces dans les centres de district et ainsi affaiblir leur présence dans les zones rurales ;
- b) créer des obstacles au renforcement des gouvernements locaux et paralyser leurs actions contre le mouvement de libération ;
- c) interrompre la collecte du contingent agricole et d'autres actions des autorités villageoises[104].

Dans la nuit du 18 au 19 janvier 1944, les soldats attaquent Ostroh et incendient douze bâtiments, dont ceux du comité de district du CP(B)U, du département régional du NKVD, du club, de la pharmacie et de l'école. Vingt-cinq Polonais sont tués. Dans la nuit du 23 au 24 février 1944, l'UPA attaque Volodymyrets. Environ 400 nationalistes encerclent le bâtiment du NKVD, où se cachent des militants du parti soviétique. L'UPA leur demande d'abord de déposer leurs armes, avant d'ouvrir le feu. La bataille dure deux heures et demie. Les Soviétiques dénombrent quatre tués et sept blessés. Parmi les morts se trouvent, entre autres, le commandant de peloton du bataillon de chasse Samitsky. Après l'attaque, le Conseil organise une "série d'actions" pour identifier les nationalistes. Huit personnes seront arrêtées.
Dans la nuit du 19 au 20 août 1944, l'UPA attaque Komarno dans la région de Drohobytch. Ils prennent le bureau de poste, VNOS № 03098, et le bâtiment du NKVD, libérant dix-sept prisonniers de l'OUN (ou 25, selon une autre version). Les pertes des guérilleros sont estimées à six tués,,,. Dans la nuit du 30 au 31 août 1944, deux combattants ukrainiens du SLE attaquent Iezoupil. Les guérilleros prennent d'assaut le bâtiment du NKVD, abattent trois officiers et un secrétaire, libèrent sept prisonniers ukrainiens et confisquent les archives du NKVD. Dans la nuit du 8 au 9 décembre 1944, l'UPA attaque la gare de Sniatyn. Une centaine de mètres de voies ferrées sont dynamitées, une voiture est détruite, un pont et une distillerie sont incendiés. Deux jours plus tard, le 11 décembre, l'attaque est répétée, mais le Conseil la repousse cette fois sans pertes.

#### Attaques contre les chemins de fer
En 1944-1945, par rapport à l'occupation allemande, l'UPA organise plus d'attaques contre les chemins de fer. Notamment, le 3 août, un train militaire explose entre les gares de Klessiv et Strasheve, dix wagons déraillent et huit soldats soviétiques sont tués. La panne dure dix heures. Le 11 août 1944, un train explose près de Kamianka-Bouzka, détruisant huit wagons. En 1944, l'UPA fait sauter une unité médicale dans la région de Rivne et capture 40 infirmières dans les bois.
Le 1er mai 1945, des partisans font sauter un train dans la région de Sarny-Klesiv. Vingt-sept Soviétiques sont tués, dont trois majors et un colonel. Le 30 septembre 1945, un train blindé entre les gares de Klesiv et Tomashogrud déraille à l'aide d'une mine posée par le soldat de l'UPA. Le même jour, mais entre Stryi et Stanislav, les guérilleros font sauter un camion-citerne. Huit réservoirs et leur contenu brûlent, faisant dérailler deux wagons et deux locomotives à vapeur.

### Combats en 1945
Les pertes subies par l'UPA en 1944 et lors d'un affrontement avec les troupes du NKVD début février 1945, obligent la direction de l'OUN-B à repenser sa tactique. Shukhevych, Dmytro Hrytsai (chef du commandement central de l'UPA), Roman Kravtchouk, chef de la direction régionale galicienne de l'OUN, P. Duzhiy, officier de propagande de la direction centrale de l'OUN, Mykola Arsenych, chef du comité exécutif central de l'OUN et Vasily Cook, se chargent de cette tâche. Au cours de la réunion, il est décidé de passer à l'action en utilisant des (petites) unités mobiles (quatre), de grandes unités à dissoudre partiellement et des groupes de combat subordonnés à la direction territoriale.
Le 29 janvier 1945, dans la région de Kalush, un groupe opérationnel du NKVD dirigé par Petro Furmanchak capture l'ancien commandant de l'UNS, Oleksandr Lutsky. Pendant près de deux ans, lors d'interrogatoires, il décrit en détail de l'histoire de la création et des activités de l'UNS, de l'UPA et du Conseil de sécurité de l'OUN,,. Lutsky est abattu à Kiev en novembre 1946.
Selon les données soviétiques, fin février 1945, 40 grandes unités de l'UPA (2 608 personnes) et 68 petits groupes et unités du Service de sécurité comptant 1 115 soldats, un total de 3 169 soldats opèrent dans les régions de Rivne et de Volyn — 28 « groupes » de 25 à 150 soldats (environ 1 200 en tout).
Après la mort le 12 février 1945 du commandant de l'UPA-Nord et du chef de l'OUN-B Dmytro Klyachkivsky ("Klima Savura"), la direction est dirigée par Mykola Kozak ("Smok"). Évaluant dans un rapport la situation du personnel clandestin de l'OUN occidental, il reconnait que parmi eux — seulement 30% s'avèrent être des membres fiables et actifs de l'OUN, et le reste représente des agents du NKVD (50%) ou des éléments idéologiques passifs (20 %). De janvier à août 1945, le service de sécurité de l'OUN liquide 833 membres de l'OUN, accusés de collaborer avec le NKVD et le KGB.
Au total, selon les données soviétiques, 9 238 opérations militaires tchékistes sont menées contre l'UPA au cours du premier semestre 1945 : 2 565 en janvier, 1 448 en février, 1 849 en mars, 1 568 en avril, 1 205 en mai et 1 603 en juin. Le résultat fut la mort de 34 210 membres du mouvement de libération, 46 059 capturés ; culpabilité de 25 868 soldats, soit un total de 106 137 pertes. De plus, 5 717 « manuels de gangs » sont confisqués, 5 395 familles de « bandits » sont expulsées (12 773 personnes).
Au total, l'Armée rouge subit les pertes suivantes à la suite d'attaques de l'UPA et de membres armés de l'OUN-B et de la répression de la résistance armée par d'autres groupes d'insurgés (UNRA et détachements de Melnyk) en 1944 : 157 officiers et 1 880 soldats et des sergents sont tués, pendus et blessés - 74 et 1 770, respectivement, « disparus et emmenés en forêt » - 31 et 402. Du début de l'année au 1er mai 1945 ont été « tués ou pendus » 33 officiers et 443 soldats et sergents, 11 officiers et 80 soldats et sergents ont été portés disparus. Au cours des opérations du NKVD contre l'UPA dans la première moitié de 1945, celui-ci a saisi un grand nombre d'armes, de munitions et d'équipements militaires : six canons, 268 mitrailleuses et 2 024 mitrailleuses, 125 mortiers, cinq lance-grenades, cinq lance-flammes, 74 PTR, 4 968 mitraillettes, 17 030 fusils et pistolets, 30 490 grenades, 7 385 mines, près de trois millions de cartouches, 31 stations de radio et sept presses à imprimer.

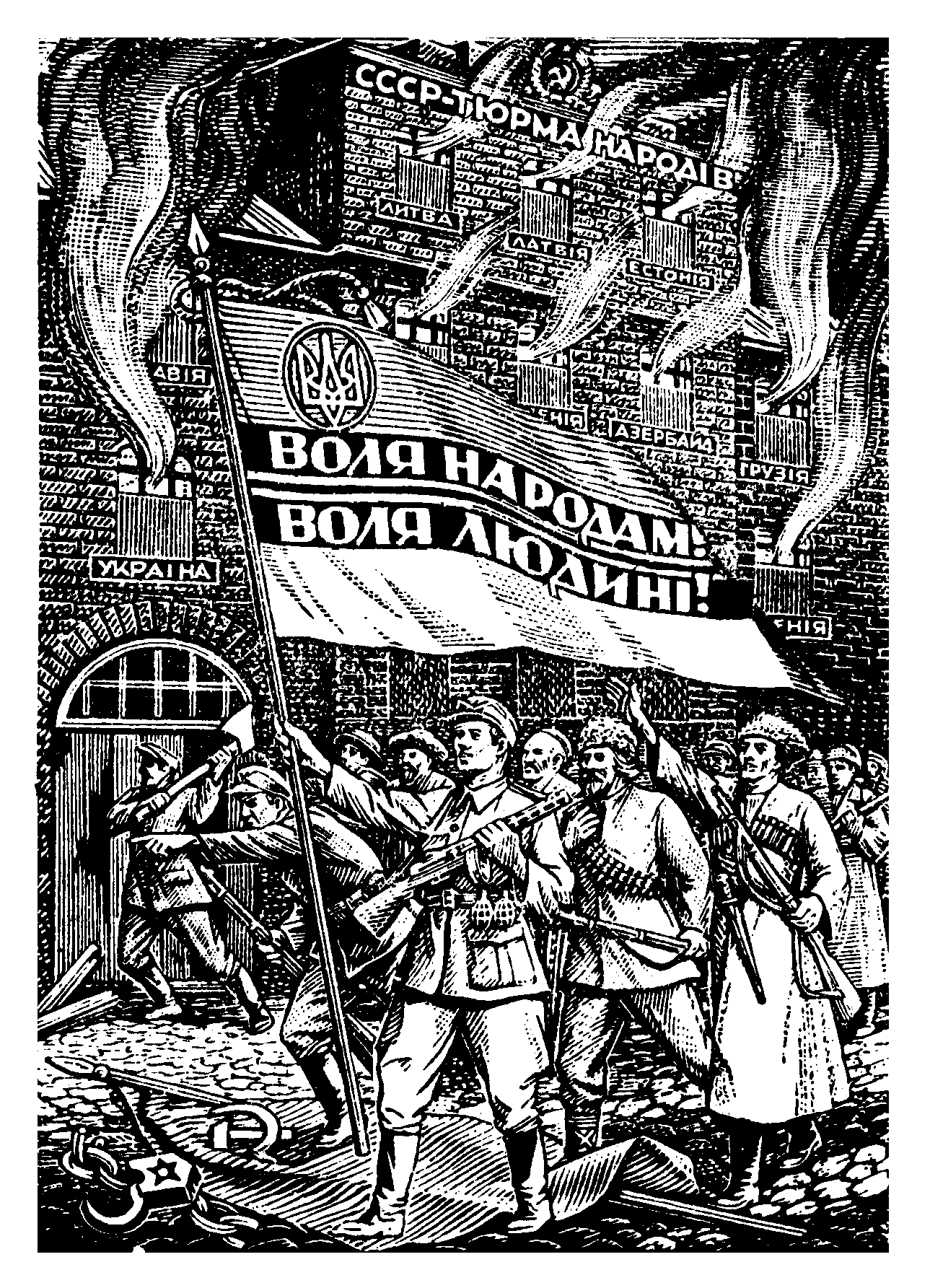
Affiche de propagande de l'UPA, 1948. Texte : Liberté des nations, liberté des peuples.

#### Élimination de«Klim Savur»
Le 26 janvier 1945, à 22 km au sud-est de Kamin-Kachyrskyï, près du village de Yaino, la 9e compagnie de fusiliers du 169e régiment du NKVD rencontre un détachement de l'UPA. Dix-sept guérilleros sont tués dans la bataille. Les Soviétiques, selon leurs propres données, ne perdent qu'une seule personne (un commandant adjoint de compagnie). Cependant, le succès soviétique est déterminé en comparant les pertes mutuelles. Au cours de la fusillade, des officiers du NKVD détiennent à Volyn l'un des principaux commandants de l'UPA, Yuri Stelmashchuk - "Red", atteint du typhus.
Les détails de l'interrogatoire qu'il a subi resteront probablement secrets à jamais. Le fait est que Stelmashchuk le 8 février 1945, en présence du commissaire adjoint du peuple de l'URSS, le général Timofei Strokach (en), a révélé, entre autres, que le 30 novembre 1944, il avait rencontré le commandant de l'UPA à Volyn Dmytro Klyachkivsky (en) (Klim Savur) près du hameau Orzhivsky. Comme il l'admet le 30 janvier 1944, le deux protagonistes se rencontrent une seconde fois. Selon Stelmashchuk, Klyachkivsky s'est caché dans les bois pendant la journée et dans les maisons de sympathisants insurgés la nuit. En règle générale, « l'unité spéciale » sous le commandement de Vasily Pavlonyuk (Ouzbek) était sous couverture un à 1,5 kilomètre de distance. Il décrit également la maison où se cache Savur.
Le 10 février 1945, une importante unité du NKVD est transférée dans la zone située au centre des villages d'Orzhiv, Grabiv, Pokosy, Susk et Brovniki, composée des 20e et 24e brigades des troupes internes du NKVD. Le premier jour, les troupes soviétiques découvrent et liquident le détachement ouzbek de la garde de Klim Savur. Vingt-deux guérilleros sont tués, mais le commandant de l'UPA-Nord ne sera pas retrouvé,.
Le 12 février 1945, un groupe militaire opérationnel du département régional de Klevan du NKDB et du 233e bataillon séparé du NKVD sous le commandement du lieutenant principal Khabibuline, défrichant la forêt près des fermes d'Orzhiv dans le district de Klevan de la région de Rivne, trouve trois soldats de l'UPA. Après avoir refusé la reddition et ouvert le feu, ils parviennent à fuir dans les bois. Mais au cours de la poursuite, ils seront rattrapés : Klyachkivsky est notamment mortellement blessé par le sergent Baronov et le caporal Sokolov.
Les troupes soviétiques dénombrent un tué. Trois mitraillettes, deux pistolets, un revolver et l'Ordre de la bannière rouge sont retrouvés parmi les partisans tués. Seul le corps de Klyachkivsky est identifié. Au cours de l'opération, 42 « bandits » et 100 personnes ayant refusé de s'enrôler dans l'armée soviétique sont tués ou arrêtés.

## Période d'après-guerre
Du  1er  octobre au 20 novembre 1945, plusieurs dizaines de détachements soviétiques mènent des opérations pour éliminer les « gangs » du district militaire des Précarpates (146 tués et 969 arrestations) . Le 31 octobre 1945, l'UPA attaque la ville de Stanislav avec 400 personnels qui se retirent avec une cinquantaine de prisonniers et du matériel après avoir pénétré en ville et pris d’assaut diverses cibles politiques et institutionnelles .
Un document d'information du NKVD du 16 janvier 1946 dresse le bilan de cette « lutte contre le banditisme » pour la période de février 1944 au 1er janvier 1946 : arrestations de 24 329 personnes dont 8 370 membres de l'OUN et 15 959 « insurgés actifs » ; 5 058 personnes condamnés. Cette répression atteint les civils et s’accompagnent d’exactions les rapports soviétiques montrent que pendant l'opération « il y a eu des cas d'exécutions illégales de citoyens innocents, de pillages, d'ivresse, d'indiscipline de soldats et d'officiers, et, pire encore, ces crimes n'ont pas été résolument combattus par des soldats ».
Au cours de l'hiver 1945-1946, juste avant les élections au Soviet suprême de l'URSS prévues pour le 10 février 1946, les communistes décident de porter un coup décisif à l'UPA. L'opération « Grand blocus » est organisée. Il s'agit du fait qu'après le 10 janvier 1946, toute l'Ukraine occidentale est couverte par 3 500 garnisons de soldats de l'Armée rouge et du NKVD, chacune comptant de 20 à 100 soldats et officiers, bien équipés en armes automatiques. De plus, de nombreux bataillons de canidés sont créés, soutenus par des véhicules blindés de transport de troupes, menant des raids continus. Le « Grand Blocus » dure jusqu'au 1er avril. Cela coûte aux rebelles au moins 5 000 morts. Cependant, le mouvement de libération final n'a pas été vaincu.
Le 1er avril 1946, à la suite d'une opération spéciale, le commandant du district militaire de Lysonya, Omelyan Polovyi, est capturé vivant à Lviv. Condamné à mort, sa peine est ensuite commuée en 25 ans de prison. Selon la partie soviétique, en avril-août 1946, dans la région occidentale de l'Ukraine, le ministère de l'Intérieur et le Service de sécurité de l'État, les troupes internes et frontalières ont mené 42 175 opérations militaires du KGB, tuant 3 277 personnes, arrêté et capturé 3 364 membres des OUN et UPA, 7 225 armes ont également été saisies. De plus, en 1946, les bataillons de chasse ont mené 16 907 opérations contre les insurgés et les combattants clandestins, tuant plus de 1 000 et détenant 5 410 libérateurs, et saisissant 2 902 armes.
Selon les données soviétiques, un total de 1 619 actions armées OUN-UPA sont enregistrées en 1946, dont 78 contre des officiers du ministère de l'Intérieur et du MGB ; 123 contre des soldats et officiers de l'armée soviétique ; 204 contre divers opposants.
L'expérience du « Grand Blocus » et les mois d'été de 1946 forcent la direction de la clandestinité ukrainienne à réaliser que les possibilités de « lutte insurrectionnelle-guérilla » contre les forces écrasantes du régime communiste sont épuisées. Les Soviétiques disposent des possibilités pratiquement illimitées de compenser les pertes. Les soldats sont privés d'une telle opportunité. En juillet 1946, la direction de la résistance ukrainienne décide de dissoudre progressivement de grandes unités de l'UPA et de transférer tout le fardeau de la poursuite de la lutte aux militants de l'OUN.
Le 4 octobre 1946, le Comité central du parti communiste adopte une résolution « Sur l'état de la lutte contre les restes de nationalistes ukrainiens-allemands dans les régions occidentales de l'URSS ». Le ministère de l'Intérieur et le Comité de sécurité de l'État, les secrétaires des comités régionaux et de district du parti sont obligés de mettre fin à la sous-estimation dans la lutte contre les restes de l'UPA et de l'OUN clandestins et de parvenir à leur élimination complète dans le futur proche. Le commandement du district militaire de Prykarpattia est chargé de créer des groupes opérationnels dans la zone où les insurgés et les clandestins combattent et d'intensifier la lutte. La résolution intervient au moment des préparatifs des élections au conseil général de l'URSS.
Ainsi débute une nouvelle vague d'attaques totales contre le mouvement de libération afin de le paralyser lors des élections et de nouvelles liquidations. Du 1er janvier au 20 mars 1947, les troupes et les organes du ministère de l'Intérieur et du Service de sécurité de l'État mènent 12 268 opérations, à la suite desquelles 966 soldats de l'OUN et de l'UPA sont tués et 1 478 capturés. Leurs propres pertes sont estimées à 355 personnes. Du 20 au 31 janvier 1947, le ministère de l'Intérieur de la RSS d'Ukraine mène des opérations spéciales au cours desquelles, sur la base des développements du renseignement, ils visent les centres de commandement et les cadres du mouvement de libération. À Volyn-Polissya, ils réussissent à éliminer 79 employés responsables de l'OUN et de l'UPA. Mykola Arsenych, le chef du SB-OUN, fait partie des personnes tuées. Selon la partie soviétique, les mesures prises conduisent à la confusion totale, à la perte des liens et à la gestion des organisations de base dans la clandestinité de l'OUN. Il y a ainsi une intensification de la tendance à la reddition volontaire des insurgés et des clandestins aux autorités soviétiques ou à leur transition vers le territoire polonais.
En janvier-mars 1947, des sources soviétiques notent 272 actions de l'OUN et de l'UPA. Dans le même temps, il souligne que la lutte contre la résistance ukrainienne se détériore, à la suite de quoi l'activité s'intensifie, les pertes du côté soviétique augmentant. Le 5 avril 1947, le Comité central du Parti communiste de l'Union soviétique (bolcheviks) adopte une résolution intitulée « Sur l'intensification de la lutte contre les vestiges des gangs nationalistes ukrainiens-allemands dans les régions occidentales de la RSS d'Ukraine ». Il note la faible lutte contre les unités de l'UPA et la clandestinité de l'OUN par les organisations du parti dans les régions occidentales. Le KGB souligne que les agences de sécurité de l'État préparent et mènent de manière insatisfaisante les opérations militaires (dont beaucoup échoueront), et attire l'attention sur les lacunes de le combat et l'entraînement politique des combattants dans les bataillons de chasse.
L'un des principaux objectifs des agences de sécurité de l'État soviétique est le commandant de l'UPA-West Vasyl Sidor (Shelest). Le 14 avril 1949, lui et sa femme sont retrouvés par le groupe opérationnel du KGB sous le commandement du lieutenant principal Litvinenko. Tous deux sont tués dans la bataille. Entre mai 1945 et 1949, le gouvernement soviétique annonce sept amnisties pour les membres de la clandestinité nationaliste. Jusqu'à 30 000 insurgés ont profité de la proposition du gouvernement de déposer les armes en échange d'une grâce complète en mai 1945, et en décembre 1949 seulement, plus de 77 000 membres de la Résistance en avaient bénéficié. Beaucoup d'entre eux ont fait face à un sort cruel — la peine de mort, les travaux forcés, l'exil.

### Contacts avec les services spéciaux de l'Ouest
À la suite d'un discours de mars 1946 du Premier ministre britannique Winston Churchill déclarant le début de la guerre froide, l'OUN, comme d'autres organisations de libération antisoviétiques en Europe de l'Est, passe sous le contrôle des services de renseignement britanniques et américains. Les partisans de l'OUN-B sont particulièrement actifs dans ces contacts. Espérant une scission de la coalition antihitlérienne et une guerre imminente entre les États-Unis et la Grande-Bretagne, d'une part, et l'Union soviétique, d'autre part, ils espéraient sérieusement que la Troisième Guerre mondiale apporterait liberté et indépendance à l'Ukraine.
En 1947, environ 250 000 Ukrainiens se trouvent dans des camps de personnes déplacées dans les zones d'occupation occidentales de l'Allemagne, de l'Autriche et de l'Italie. Beaucoup de ces personnes sont membres ou sympathisants de l'OUN. Après 1947, les combattants de l'UPA commencent à pénétrer dans la zone occupée par les Américains à travers la Tchécoslovaquie. Les camps de personnes déplacées deviennent un lieu de diffusion des idées des nationalistes ukrainiens et Stepan Bandera s'attelle à la tâche d'établir un contrôle sur les cercles d'émigrants ukrainiens.
L'une des nombreuses opérations secrètes de la CIA contre l'URSS, menée en coopération avec les services secrets de Grande-Bretagne, d'Italie et d'Allemagne, s'appelle « Aerodynamics ». Son but est de fournir un financement et une formation aux soldats de l'UPA par la CIA, des bases de formation et des instructeurs, larguant plus tard des insurgés sur le territoire soviétique. Ils sont ensuite invités à recueillir une variété de renseignements : des données sur les installations militaires et industrielles, l'emplacement des unités militaires, leurs noms, leurs armes, leur équipement, l'emplacement des aérodromes, la longueur des pistes, les types d'aéronefs et leur nombre, l'emplacement exact des bâtiments du parti et de l'administration, l'emplacement des gares, les transports, l'état d'esprit de l'armée et du peuple, et aussi de recruter de nouveaux membres pour l'OUN clandestin.
L'opération dans son ensemble échoua. La plupart des parachutistes sont tués ou capturés, certains sont recrutés par les services secrets soviétiques, fournissant aux renseignements occidentaux une désinformation.
Le 17 mars 1951, l'UPA fait appel au gouvernement américain pour aider les insurgés ukrainiens dans la lutte contre l'URSS.
En janvier 2017, la CIA déclassifie une grande quantité de documents relatifs aux relations de la CIA avec les nationalistes ukrainiens. Des espions américains contactent la direction de l'Organisation des nationalistes ukrainiens (OUN) immédiatement après la guerre, dans la seconde moitié des années 1940 ; et ce lien ne sera rompu qu'au début des années 90, avec l'effondrement de l'Union soviétique. L'un des premiers documents remonte à avril 1947. Le rapport sur les actes terroristes commis sur le territoire de l'Ukraine indique qu'une centrale électrique a explosé à Lviv et une centrale hydroélectrique dans le district de Korsun-Shevchenkivskyi. Un grand nombre de victimes civiles ont été signalées.

### Epuisement de la résistance
Les pertes subies par les rebelles ukrainiens dans la seconde moitié des années 1940 sont difficiles à compenser. Après le début des années 1950, seuls les militants les plus convaincus poursuivent un combat de tout petit groupe et ponctuel.
En mars 1950, le commandant en chef de l'UPA, Roman Shukhevych, est tué.
En 1952, le service de sécurité de l'État de l'oblast de Khmelnytskyï liquide deux groupes de guérilla de l'OUN dans l'oblast de Kiev et trois dans l'oblast de Vinnytsia. Par ailleurs, les Soviétiques créent une direction fictive de l'OUN sous la direction de l'agent "N-26", contre les membres de la clandestinité, les approchant sous le pseudonyme "Skob". Par la suite, "N-26" joua un rôle important dans la liquidation du Comité central de l'OUN.
Au 17 mars 1955, onze petits groupes de l'UPA opèrent encore dans les régions occidentales de la RSS d'Ukraine, avec un total de 32 membres, 17 militants clandestins et 50 illégaux. En 1955-1956, ces groupes mènent 35 actions, dont 10 assassinats et 15 tentatives d'assassinat.
En juillet 1955, après une bataille de 10 heures dans le village de Sushky, la dernière milice de l'OUN de la région de Jytomyr, composée de deux combattants clandestins, est détruite. Le dernier groupe actif de l'OUN, composé de trois personnes, est physiquement liquidé par le KGB en avril 1960 dans la région de Ternopil.
D'autre part, entre 445 000 et 500 000 habitants des régions occidentales de l'Ukraine sont tués, arrêtés ou déportés à la suite de la répression menée par les services secrets pour réprimer l'UPA. Le nombre de morts atteint à lui seul plus de 155 000 insurgés et le nombre de déportés atteint 203 662, de sorte que la répression soviétique, accompagnant la lutte contre la clandestinité, toucha un habitant sur dix de l'Ukraine occidentale.
Dans les batailles avec l'UPA en 1944-45, le NKVD capture plus de 300 militaires allemands (principalement des officiers de l'Abwehr et de la Gestapo) choisissant l'insurrection. Les Allemands demeurent dans la lutte jusqu'à la fin janvier 1947, date à laquelle le Conseil de sécurité de l'OUN les a délibérément liquidés afin de ne pas compromettre le mouvement vers l'Ouest.
Stepan Bandera est assassiné en octobre 1959 à Munich par l'assassin du KGB Bohdan Stashynsky (en) sur les ordres de Nikita Khrouchtchev.
Après la guerre, l'Ukraine occidentale est annexée à l'Union soviétique et 570 826 personnes sont déportées, y compris des membres de la famille OUN-UPA, vers d'autres régions de l'URSS sans autorisation de retour.

## Drapeaux
.

Drapeau de l'OUN avant la scission et de l'OUN-M après le scission.

Drapeau de l'OUN-B.

Entre les XVIe et XVIIIe siècles, les cosaques du Sitch zaporogue arborent des bannières rouge et noire en même temps que des bannières jaune et bleue. 
Puis, en 1916, les membres de l'ordre « Chevalerie de l'Éperon de Fer » utilisent un brassard rouge et noir frappé d'un éperon de cavalerie en même temps qu'une cocarde jaune et bleue. Toujours en 1916, l'organisation scoute ordre de l’Éperon de fer reprend les couleurs rouge et noire ainsi que l'éperon de cavalerie pour son insigne. 
Dans les années 20, l'organisation scoute ukrainophone de Galicie, alors en Pologne Les diables de la forêt (uk) (en ukrainien : Лісові чорти), utilise pour la première fois un drapeau rouge et noir et le cite dans leur chant scout de deux couplets « Hey hou, hey ha » (en ukrainien : Гей гу, гей га). 
En 1929, l'OUN reprend la chanson en remplaçant « rouge et noir » par « jaune et bleu » pour correspondre à son drapeau, en y ajoutant des couplets révolutionnaires. 
En 1938, à la suite de la scission de l'OUN, l'organisation de Bandera, pour se distinguer de l'OUN-M qui a conservé le drapeau jaune et bleu, adopte le drapeau rouge et noir frappé du logo de l'OUN et réintroduit « rouge et noir » dans la chanson désormais révolutionnaire Hey hou, hey ha (uk). 
Depuis, le drapeau rouge et noir est le symbole de la résistance ukrainienne, quelle que soit la couleur politique de l'organisation qui est indiquée par le logo ou l'insigne au centre du drapeau.

### Symbolique
- La couleur bleu symbolise la paix, l'harmonie et les aspirations spirituelles du peuple ukrainien
- Le trizoub trouve ses origines dans la période médiévale de la Rus' de Kiev, un puissant état slave oriental. Ce symbole est souvent associé au prince Volodymyr le Grand, qui a gouverné la Rus' de Kiev et a introduit le christianisme dans la région.
- La couleur rouge représente le sang des combattants pour la liberté et l'indépendance de l'Ukraine.
- La couleur noire symbolise la terre ukrainienne.

### Lectures complémentaires
- John A. Armstrong, « The Chronicle of the Ukrainian Insurgent Army (UPA) », [President and Fellows of Harvard College, Harvard Ukrainian Research Institute], vol. 14, nos 1/2,‎ 1990, p. 171–175 (ISSN 0363-5570, JSTOR 41036363, lire en ligne)
- Brown, Kate. “The Many Versions of Herr Doctor Novosad’s Biography: Ukrainian Resistance and Collaboration.” Slavic Review, vol. 74, no. 1, 2015, pp. 153–56, https://doi.org/10.5612/slavicreview.74.1.153. Accessed 1 May 2022.
- Karel C. Berkhoff, « Ukraine under Nazi Rule (1941-1944): Sources and Finding Aids: Part I », Franz Steiner Verlag, vol. 45, no 1,‎ 1997, p. 85–103 (ISSN 0021-4019, JSTOR 41049828, lire en ligne)
- Markus Eikel et Valentina Sivaieva, « City Mayors, Raion Chiefs and Village Elders in Ukraine, 1941-4: How Local Administrators Co-operated with the German Occupation Authorities », Cambridge University Press, vol. 23, no 3,‎ 2014, p. 405–428 (ISSN 0960-7773, DOI 10.1017/S0960777314000204, JSTOR 43299680, S2CID 159709223, lire en ligne)
- Trevor Erlacher, « Denationalizing Treachery: The Ukrainian Insurgent Army and the Organization of Ukrainian Nationalists in Late Soviet Discourse, 1945-85 », Slavica Publishers, vol. 2, no 2,‎ 2013, p. 289–316 (ISSN 2166-4307, JSTOR 43737626, lire en ligne)
- Magocsi, Paul Robert. “World War II: The Military Struggle for Ukrainian Lands.” Ukraine: An Illustrated History, University of Toronto Press, 2007, pp. 283–88, http://www.jstor.org/stable/10.3138/j.ctt13x1qdc.49. Accessed 1 May 2022.
- MARKIEWICZ, PAWEŁ. “FIGHT AND FLIGHT.” Unlikely Allies: Nazi German and Ukrainian Nationalist Collaboration in the General Government During World War II, Purdue University Press, 2021, pp. 189–210, https://doi.org/10.2307/j.ctv1hw3x8j.12. Accessed 1 May 2022.
- Magocsi, Paul Robert. “1945 to the Present.” Galicia: A Historical Survey and Bibliographic Guide, University of Toronto Press, 1983, pp. 217–23, http://www.jstor.org/stable/10.3138/j.ctt14jxw86.14. Accessed 1 May 2022.
- (en) Marples, David R., Chapter 4. Making Heroes: the Early days of OUN-UPA In: Heroes and Villains: Creating National History in Contemporary Ukraine [online]., Budapest, Central European University Press, 2007 (ISBN 9786155211355, lire en ligne) (Available on the Internet: <Heroes and Villains : Creating National History in Contemporary Ukraine>)
- David R. Marples, Heroes and Villains: Creating National History in Contemporary Ukraine, Central European University Press, 10 août 2007 (ISBN 9786155211355, OCLC 1002885067), « Chapter 5 - Conflict with the Red Army and Soviet Security Forces », p. 166 )Available on the Internet: <Heroes and Villains : Creating National History in Contemporary Ukraine>_
- Mick, Christoph. “World War II.” Lemberg, Lwów, L’viv, 1914 - 1947: Violence and Ethnicity in a Contested City, DGO-Digital original, Purdue University Press, 2016, pp. 259–372, https://doi.org/10.2307/j.ctv15wxrkr.9. Accessed 1 May 2022.
- Pisuliński, Jan. “Lemkos, Poles, and Operation Vistula: The Suffering of the Lemkos and Its Reception among the Poles.” The Polish Review, vol. 64, no. 2, 2019, pp. 46–59, https://doi.org/10.5406/polishreview.64.2.0046. Accessed 1 May 2022.